# Vacaria (ort)
Vacaria är en ort i Brasilien.   Den ligger i kommunen Vacaria och delstaten Rio Grande do Sul, i den södra delen av landet, 1 400 km söder om huvudstaden Brasília. Vacaria ligger 970 meter över havet och antalet invånare är 56 765.
Terrängen runt Vacaria är huvudsakligen platt. Vacaria ligger uppe på en höjd.
I omgivningarna runt Vacaria växer huvudsakligen savannskog. Runt Vacaria är det ganska tätbefolkat, med 58 invånare per kvadratkilometer.